# Acidente ferroviário de Tucuruvi
O Acidente ferroviário de Tucuruvi foi um acidente ferroviário ocorrido em São Paulo no dia 25 de março de 1944.

## Acidente

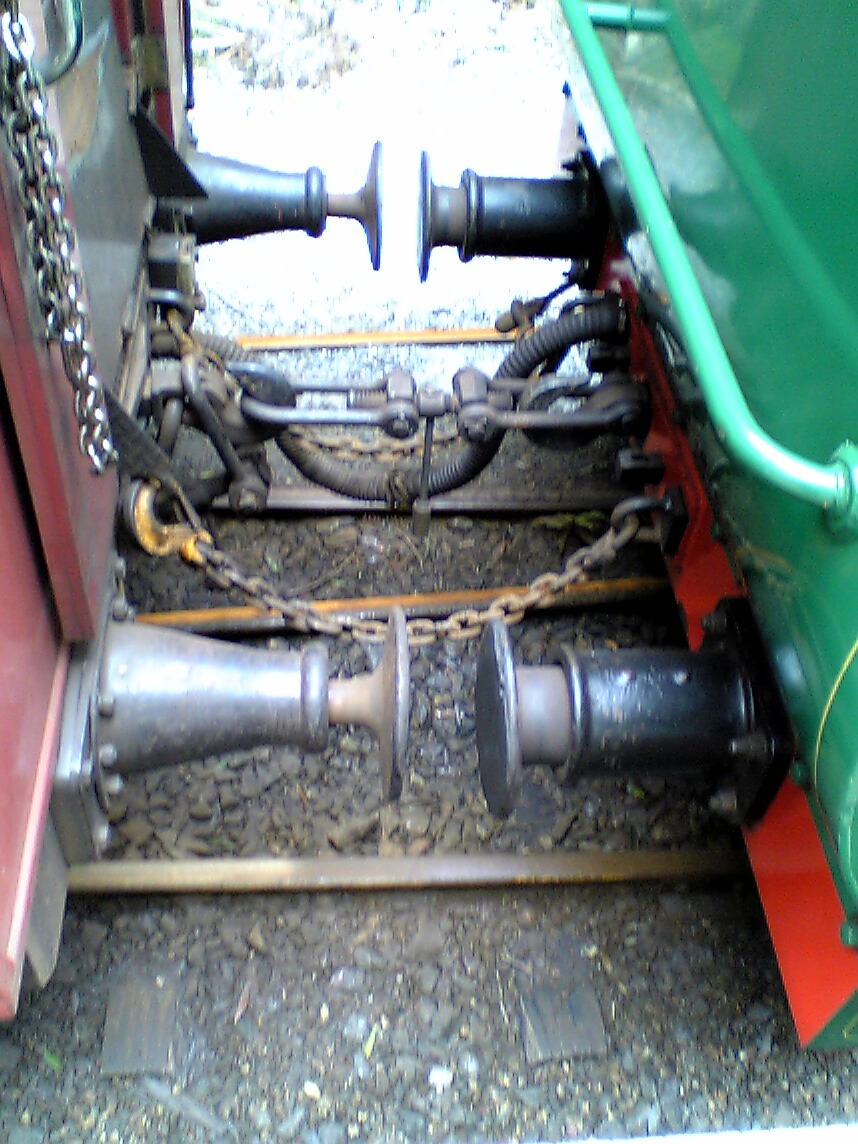
Sistema de engate ferroviário do tipo gancho e correntes.

Na tarde de 25 de março de 1944, a Locomotiva nº 18 (Baldwin 4-6-0 ex E.F. Douradense nº 7) conduzia uma composição de vários carros de passageiros de madeira no sentido de Guarulhos. Por volta das 17h30, quando circulava em alta velocidade entre as estações Tucuruvi e Jaçanã, ocorre um ruído metálico muito alto. O maquinista acionou o freio de emergência, porém o efeito foi o de engavetar os carros de madeira uns nos outros, com som alto de choque de metal e madeira. Com o engavetamento morreram 33 pessoas e entre 57 e 100 ficaram feridas.

## Causas e consequências
O desastre fora causado pela quebra de um engate dos vagões (do tipo gancho e corrente), provavelmente pela superlotação do vagão. Na década de 1940, o Trem da Cantareira era o único transporte público confiável entre o Centro de São Paulo, a Zona Norte e Guarulhos. Isso fazia com que fosse muito utilizado, ao ponto de transportar pingentes. Apesar do Trem da Cantareira ter sido encampado pela Estrada de Ferro Sorocabana em 1942, poucos investimentos haviam sido feitos até o momento, de forma que a ferrovia se encontrava em péssimas condições de conservação. Algum tempo depois, todos os carros de madeira foram substituídos por carros de aço e parte do parque de tração foi substituída.